# 国際カイロプラクティック教育評議会
国際カイロプラクティック教育評議会（こくさいカイロプラクティックきょういくひょうぎかい、英語: Councils on Chiropractic Education International、略称：CCEI）は、国際的カイロプラクティックの専門課程教育を認定（アクレディテーション）する団体である。アメリカ、カナダ、欧州、オーストララシア、4つの地域のカイロプラクティック教育評議会の連絡協議会として2001年に設立される。

## CCEI所属団体
- 米国カイロプラクティック教育評議会
- カナダカイロプラクティック教育評議会
- 欧州カイロプラクティック教育評議会
- 南洋州カイロプラクティック教育評議会

## 沿革
- 1935年 - National Chiropractic Association (NCA)（現：American Chiropractic Association (ACA)）が、カイロプラクティック教育を向上させるために、Council on Chiropractic Education（CCE）の前身であるCommittee on Educational Standards (CES)を設立する[1]。
- 1971年 - ACAより独立し、法人組織としてCCEが設立される[1]。
- 1978年 - カナダでCCEC（Council on Chiropractic Education of Canada）（現：カナダカイロプラクティック教育評議会（CFCREAB）とオーストラリアでAustralasian Council on Chiropractic Education (ACCE)（現：南洋州カイロプラクティック教育評議会（CCEA））が設立。
- 1982年 - CCEとCCECの間で、認定基準の同意が行われた。
- 1982年 - ACCEともカイロプラクティック教育認定基準の同意が行われた。
- 1993年 - ヨーロッパで欧州カイロプラクティック教育評議会（ECCE）が設立。ECCEともカイロプラクティック教育認定基準の同意が行われた。
- 2001年 - アメリアで4つの地域の評議会(CCE, ACCE, ECCE, CCEC)の連絡協議会としてCCEI（Councils on Chiropractic Education International）が設立。
- 2002年 - ACCEとJEC(Joint Education Committee of Participating Registration Boards)が合併し、CCEAとなる[2]。
- 2007年 - CFCRB（Canadian Federation of Chiropractic Regulatory Boards）とCCECが合併し、CFCREAB（Canadian Federation of Chiropractic Regulatory and Educational Accrediting Boards）となる[3]。

## カイロプラクティック教育プログラム認定資格
カイロプラクティック教育プログラムは、
1. 非営利教育組織によって運営されなければならない。
2. CCEI 国際カイロプラクティック認定基準を取り入れた目的を採用して、その目的を達成するための明確に表された計画を採用しなければならない。
3. CCEI 国際カイロプラクティック認定基準に一致した範囲と組織カリキュラムを提供しなければならない。
4. その教育目的に従って十分にカイロプラクティック学生を教え、訓練することが出来る施設、器材とスタッフの管理をしなければならない。
5. 社会、スタッフ、学生、志願者による訴えを解決する適切な論求機構と手段を設立と順守しなければならない。

## 認定基準
大きく分けて、下記の7つの項目から評価される。
1. 目的と組織的要因
2. 方針
3. 教育目標
4. 教員
5. リソース
6. 研究
7. 成果

## 認定過程
- Stage 1 : 認定申請
- Stage 2 : 自己評価レポート作成
- Stage 3 : カイロプラクティック教育評議会が自己評価レポート審査
- Stage 4 : カイロプラクティック教育評議会より調査員が派遣され現地調査
- Stage 5 : 認定判定
- Stage 6 : 認定判定結果に対する再審査請求

## カイロプラクティック大学入学基準
入学に際しては最低GPA2.50以上の事前教育（Pre-Chiropractic programプレ-カイロプラクティック教育）の単位が必要とされる。一般的な高卒では入学が出来ない。第一職業学位 （英語: First professional degree、最初に取得することができる職業学位）。

## 認定教育機関

### CCE(米国)
アメリカ合衆国
- Doctor of Chiropractic
  - Kansas City - 1982年6月より認定[9]
  - Cleveland Chiropractic College - Los Angels - 1985年より1月認定[9]
  - D'Youville College - 1997年6月より認定[10]
  - Life University - 1985年6月より認定[11]
  - Life Chiropractic College West - 1987年7月より認定[12]
  - Logan College of Chiropractic - 1978年6月より認定[13]
  - ナショナル健康科学大学 - 1971年1月より認定[14]
  - New York Chiropractic College - 1979年1月より認定[15]
  - Northwestern University of Health Sciences - 1979年1月より認定[16]
  - パーマー・カレッジ・オブ・カイロプラクティック - 1979年7月より認定[17]
  - パーマー・カレッジ・オブ・カイロプラクティック - Florida - 2004年7月より認定[17]
  - パーマー・カレッジ・オブ・カイロプラクティック - West - 1985年6月より認定[17]
  - Parker College of Chiropractic - 1988年6月より認定[18]
  - Sherman College of Straight Chiropractic - 1995年1月より認定[19]
  - Southern California University of Health Sciences - 1971年1月より認定[20]
  - Texas Chiropractic College - 1971年1月より認定[21]
  - ブリッジポート大学 - 1994年6月より認定[22]
  - Western States Chiropractic College - 1981年1月より認定[23]

### CCEA（オーストラレーシア）
オーストラリア
- マッコーリー大学 - 1991年より1月認定
  - Bachelor of Chiropractic/ Master of Chiropractic
- マードック大学 - 2006年より認定
  - Bachelor of Science (Chiropractic)/ Bachelor of Chiropractic
- RMIT University
  - Bachelor of Applied Science (Complementary Medicine)/ Master of Clinical Chiropractic

 ニュージーランド
- New Zealand College of Chiropractic - 2005年より認定
  - Bachelor of Chiropractic

 韓国
- 韓瑞大学校 - 2010年10月より認定
  - Doctor of Chiropractic

 日本
- 東京カレッジ・オブ・カイロプラクティック ]- 2013年11月より認定
  - Doctor of Chiropractic

 マレーシア
- International Medical University
  - Bachelor of Science (Hons) Chiropractic

### CFCREAB（カナダ）
カナダ
- Doctor of Chiropractic
  - University of Quebec at Trois Rivieres
  - Canadian Memorial College of Chiropractic

### ECCE（ヨーロッパ|欧州）
イギリス
- Anglo-European College of Chiropractic - 1992年より認定
  - Master of Chiropractic
- University of Glamorgan - 2002年より認定
  - Master of Chiropractic

 フランス
- Institut Franco-Europeen de Chiropratique - 1996年より認定
  - Doctor of Chiropractic

 デンマーク
- University of Southern Denmark - 1999年より認定
  - Bachelor of Clinical biomechanics (Chiropractic)

## 非認定教育機関例
2009年9月現在は、各地域のCCE非認定ではあるが、今後認定される可能性がある教育機関。

### アジア
日本
- マードック大学インターナショナルスタディセンタージャパン
  - Bachelor of Science (Chiropractic)/ Bachelor of Chiropractic

### 北米
アメリカ合衆国
- University of Western States
  - Doctor of Chiropractic
- St.Petersburg College
  - Doctor of Chiropractic

 メキシコ
- Universidad Estatal del Valle de Ecatepec
  - Doctor of Chiropractic
- Universidad del Valle de Toluca

### 南米
ブラジル
- Centro Universitario Feevale
  - Doctor of Chiropractic
- Universidade Anhembi Morumbi
  - Doctor of Chiropractic

### アフリカ
南アフリカ共和国
- Durban Institute of Technology
  - Bacelor in Technology (Chiropractic)/ Master in Technology (Chiropractic)
- ヨハネスブルグ大学
  - Master in Technology (Chiropractic)

### 欧州
イギリス
- McTimoney Chiropractic College
  - Masters in Chiropractic

 スイス
- チューリッヒ大学
  - Master of Chiropractic

 スウェーデン
- Scandinavian College of Chiropractic
  - Doctor of Chiropractic

 スペイン
- Real Centro Universitario Escorial-Maria Christina
  - Doctor of Chiropractic
- Schola Chiropractica Barcelona
  - Doctor of Chiropractic